# حمام قطری (قتری)
حمام قطری (قتری) مربوط به دوره قاجار است و در شهرستان شاهرود، روستای ابرفرعی امامزاده قطری واقع شده و این اثر در تاریخ ۹ اردیبهشت ۱۳۸۲ با شمارهٔ ثبت ۸۶۱۰ به‌عنوان یکی از آثار ملی ایران به ثبت رسیده است.